# بخش والدو، شهرستان ماریون، اوهایو
بخش والدو (به انگلیسی: Waldo Township) یک منطقهٔ مسکونی در ایالات متحده آمریکا است که در شهرستان ماریون، اوهایو واقع شده‌است.
 بخش والدو ۴۹٫۰ کیلومتر مربع مساحت و ۱٬۱۴۳ نفر جمعیت دارد و ۲۹۱ متر بالاتر از سطح دریا واقع شده‌است.